# Pseudophyllus
Pseudophyllus is een geslacht van rechtvleugeligen uit de familie sabelsprinkhanen (Tettigoniidae). De wetenschappelijke naam van dit geslacht is voor het eerst geldig gepubliceerd in 1831 door Serville.

## Soorten
Het geslacht Pseudophyllus omvat de volgende soorten:
- Pseudophyllus colosseus Hebard, 1922
- Pseudophyllus dyaka Hebard, 1922
- Pseudophyllus hercules Karny, 1923
- Pseudophyllus ligatus Brunner von Wattenwyl, 1895
- Pseudophyllus neriifolius Lichtenstein, 1796
- Pseudophyllus simplex Beier, 1954
- Pseudophyllus teter Walker, 1869
- Pseudophyllus titan White, 1846